# Таріалан
Таріалан (монг. Тариалан)— сомон аймаку Хувсгел, Монголія. Площа 3,5 тис. км², населення 6,4тис. чол. Центр сомону селище Бадрах лежить за 520 км від Улан-Батора, за 160 км від міста Мурен.

## Рельєф
Гори Намнан (2103 м), хребет Хубсугул, у центральній та західній частині долини річок Селенга, Ег та їх притоки.

## Клімат
Клімат різко континентальний. Щорічні опади 300–400 мм, середня температура січня −24°С, середня температура липня +14°+16°С.

## Природа
Водяться лосі, зайці, ведмеді, козулі, вовки, лисиці тарбагани.

## Корисні копалини
Сомон багатий на дорогоцінне каміння, алюмінієву руду, будівельну сировину.

## Соціальна сфера
Школа, больница, сфера обслуживания, майстерні.